# Axelle Red
Axelle Red é o nome artístico de Fabienne Demal, é uma cantora, autora e compositora belga. Canta em francês, porém sua língua materna é o neerlandês, ambas línguas oficiais da Bélgica. Nasceu em 15 de fevereiro de 1968, em Hasselt na Bélgica.

## Discografia
- Sans plus attendre (1993)
- À tâtons (1996)
- Con solo pensarlo (1998)
- Toujours moi]] (1999)
- Alive (in concert) (2000)
- Face A / Face B (2002)
- Jardin secret (2006)
- Sisters & Empathy (2008)
- Un coeur comme le mien (2011)
- Rouge Ardent (2013)
- Exil (2018)
- The Christmas Album (2022)